# Strut (álbum de Lenny Kravitz)
Strut es el décimo álbum de estudio del músico estadounidense de Lenny Kravitz. Fue lanzado en septiembre de 2014. Por la compañía discográfica Roxie Records, Kobalt.
Es Lenny Kravitz voz, guitarra, batería, bajo y Craig Ross en guitarra en el álbum.

## Listado de canciones
| LP original |                                |              |          |  |
| N.º         | Título                         | Escritor(es) | Duración |  |
| 1.          | «Sex»                          |              | 3:55     |  |
| 2.          | «The Chamber»                  |              | 4:57     |  |
| 3.          | «Dirty White Boots»            |              | 3:58     |  |
| 4.          | «New York City»                |              | 6:23     |  |
| 5.          | «The Pleasure and the Pain»    |              | 5:09     |  |
| 6.          | «Strut»                        |              | 3:10     |  |
| 7.          | «Frankenstein»                 |              | 4:35     |  |
| 8.          | «She’s a Beast»                |              | 4:43     |  |
| 9.          | «I’m a Believer»               |              | 3:17     |  |
| 10.         | «Happy Birthday»               |              | 4:57     |  |
| 11.         | «I Never Want To Let You Down» |              | 4:38     |  |
| 12.         | «Ooo Baby Baby»                |              | 3:40     |  |
| 13.         | «Sweet Gitchey Rose»           |              | 4:48     |  |
| 14.         | «Can’t Stop Thinkin»           |              | 3:44     |  |